# Hans Reiser
Hans Reiser (Oakland, 19 dicembre 1963) è un programmatore statunitense.

## Biografia
Specializzato nello sviluppo di file system, nel 1997 Reiser divenne capo della Namesys, un'azienda attraverso la quale sviluppa e supporta il filesystem journaled ReiserFS e Reiser4.

### Vicende legali
Reiser fu arrestato il 10 ottobre del 2006 dall'FBI, in quanto sospettato di aver ucciso sua moglie, Nina Šaranova. Il 29 aprile 2008 fu condannato in primo grado per uxoricidio. Reiser per far fronte alle spese legali ha abbandonato lo sviluppo di Reiser4, vendendo la società Namesys. La vicenda processuale si concluse quando Reiser, il 7 luglio 2008, rivelò l'ubicazione del corpo della moglie in cambio di uno sconto di pena. Nel settembre dello stesso anno fu condannato a 15 anni di carcere.